# Fear Her
"Fear Her" (intitulado "Tenha Medo Dela" no Brasil) é o décimo primeiro episódio da segunda temporada da série de ficção científica britânica Doctor Who, transmitido originalmente através da BBC One em 24 de junho de 2006. Foi escrito por Matthew Graham e dirigido por Euros Lyn.
O episódio se passa em Londres no dia da cerimônia de abertura dos Jogos Olímpicos de Verão de 2012. Nele, o alienígena viajante do tempo conhecido como o Doutor (David Tennant) e sua acompanhante de viagem Rose Tyler (Billie Piper) investigam uma garota solitária chamada Chloe Webber (Abisola Agbaje), que tem a habilidade de fazer as pessoas desaparecerem desenhando-as.
O episódio foi feito como uma substituição de baixo orçamento para um roteiro de Stephen Fry que havia sido adiado. O trabalho de locação foi filmado principalmente na área de Tremorfa, em Cardiff, em janeiro de 2006, com outras cenas filmadas no estúdio em Newport em janeiro e fevereiro. Graham foi convidado a escrever um episódio principalmente para crianças, o que suavizaria o final muito mais sombrio que seria transmitido depois. Foi assistido por 7,14 milhões de espectadores no Reino Unido e recebeu um Índice de Apreciação do público de 83. O episódio recebeu elogios dos críticos pela atuação e pelo cenário do conjunto habitacional, e foi criticado por ter um enredo "estereotipado" e "comum" que "se arrasta". Graham recebeu cartas de crianças que gostaram do episódio, enquanto também descobriu mais tarde que as reações dos fãs adultos foram ruins.

## Enredo

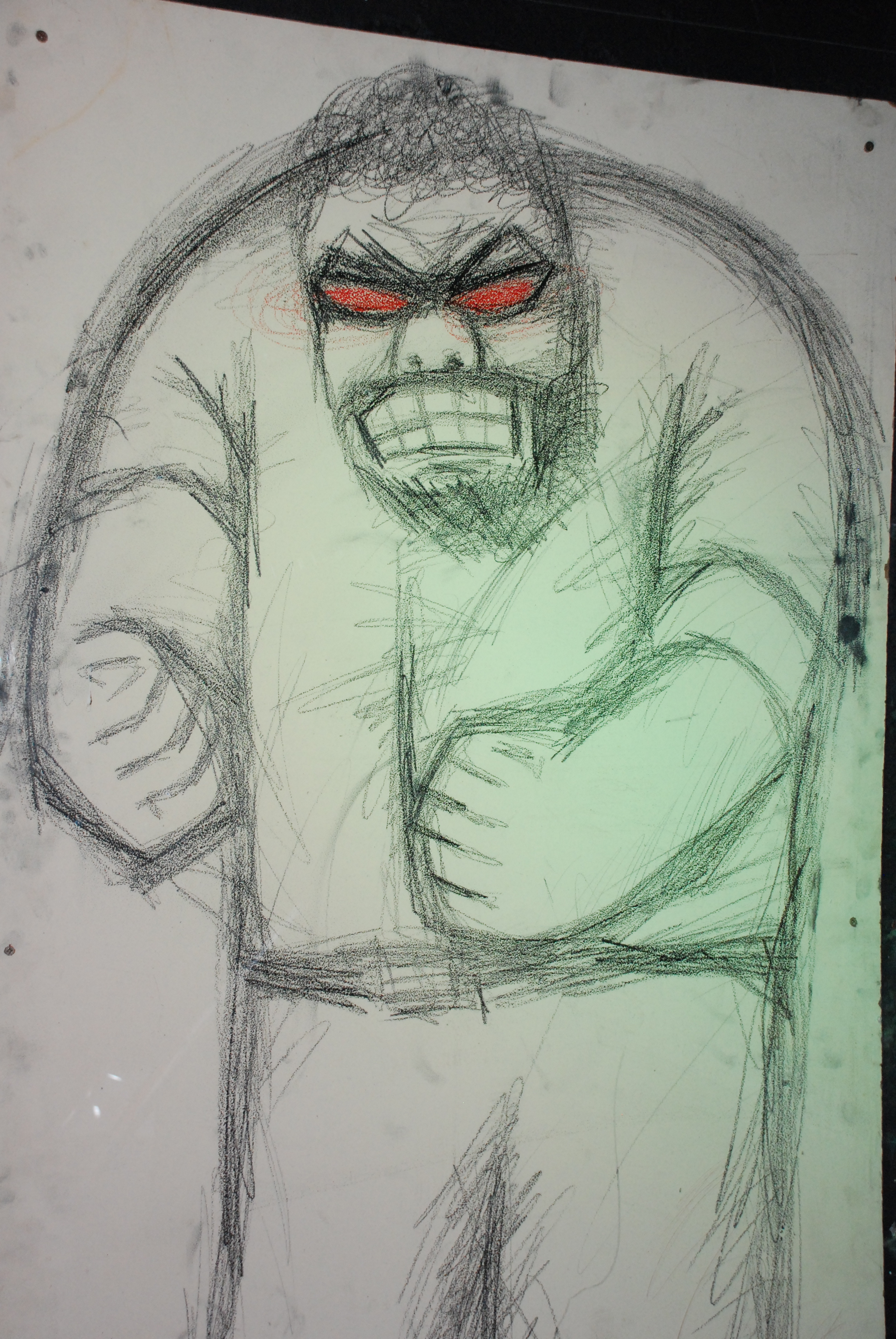
Imagem que Chloe fez de seu pai, em exibição em uma exposição de Doctor Who

Em Londres, no dia da cerimônia de abertura dos Jogos Olímpicos de Verão de 2012, o Doutor e Rose investigam o desaparecimento de três crianças e um pedaço de asfalto fresco no qual carros quebram momentaneamente. Eles percebem que a fonte dos problemas é uma garota solitária de 12 anos chamada Chloe Webber, que tem a habilidade de fazer as pessoas desaparecerem desenhando-as, fazendo com que Dale Hicks, Danny Edwards e Jane McKillen desapareçam. O Doutor hipnotiza Chloe e descobre que ela está possuída por um Isolus imaturo, um alienígena que viaja pelo espaço com uma família de quatro bilhões de irmãos. Seis dias atrás, este Isolus em particular caiu com sua cápsula na Terra devido a uma explosão solar. Ele se identificou e fez amizade com Chloe, que teve uma infância problemática. O Isolus também fez com que Chloe desenhasse uma figura exagerada e em tamanho real de seu falecido pai abusivo.
O Doutor explica que se eles conseguirem encontrar a capsula e fornecer energia a ela, o alienígena deixaria Chloe. No entanto, a menina desenha a TARDIS e o Doutor, prendendo os dois em um de seus esboços e força Rose a tentar encontrá-la sozinha. Ela racionaliza que a capsula está no ponto mais quente da rua, um pedaço de asfalto fresco, e o desenterra com uma picareta. Enquanto isso, Chloe fez com que toda a multidão no estádio olímpico desaparecesse e agora está decidida a fazer com que todos no mundo desapareçam. Rose percebe que a capsula é alimentada por calor e emoção e a joga em direção à Tocha Olímpica — um símbolo de esperança, fortaleza, coragem e amor — enquanto ela passa pela rua. As crianças desaparecidas e a multidão nas Olimpíadas reaparecem, e Rose percebe que o desenho que Chloe fez de seu pai também ganhará vida. Chloe e sua mãe, Trish, conseguem acalmar a garota cantando a canção "Kokaburra", fazendo com que o monstro invisível — que se alimentava das emoções e medos de Chloe — desapareça.
Conforme o portador da tocha se aproxima do estádio olímpico, ele desmaia, e o Doutor prontamente e de repente aparece, pega a tocha e completa a corrida para acender a Chama Olímpica. O calor da chama e a emoção da multidão alimentam a capsula, permitindo que o Isolus deixe Chloe e volte para casa.

## Produção

### Roteiro
"Fear Her" foi um episódio comissionado em substituição a um roteiro planejado, mas não produzido, conhecido como "Doctor Who and the Green Knight", de Stephen Fry. O roteirista Matthew Graham foi informado pelo showrunner Russell T Davies que seria um episódio barato e que teria que acontecer em um conjunto habitacional, mas Graham ficou emocionado ao ser convidado a escrever um roteiro. Ele declarou em 2011 que eles "se propuseram a fazer certo desde o início", tornando o episódio mais voltado para crianças, em vez de adultos e fãs mais velhos de Doctor Who, já que o final da temporada muito mais sombrio seria transmitido depois dele. Davies pediu especificamente a Graham para escrever para seu filho de sete anos.
Graham sugeriu originalmente uma história sobre um homem que tinha a habilidade de drenar a beleza da Terra, mas Davies preferiu sua própria ideia sobre a natureza misteriosa de pinturas ou ilustrações. O Isolus foi inspirado pelos vilões do filme Invasion of the Body Snatchers de 1978. Os primeiros rascunhos deste episódio foram intitulados "Chloe Webber destrói a Terra" e, mais tarde, "Você é uma garota má, Chloe Webber", com um desses rascunhos tendo o episódio se passando em outro planeta.

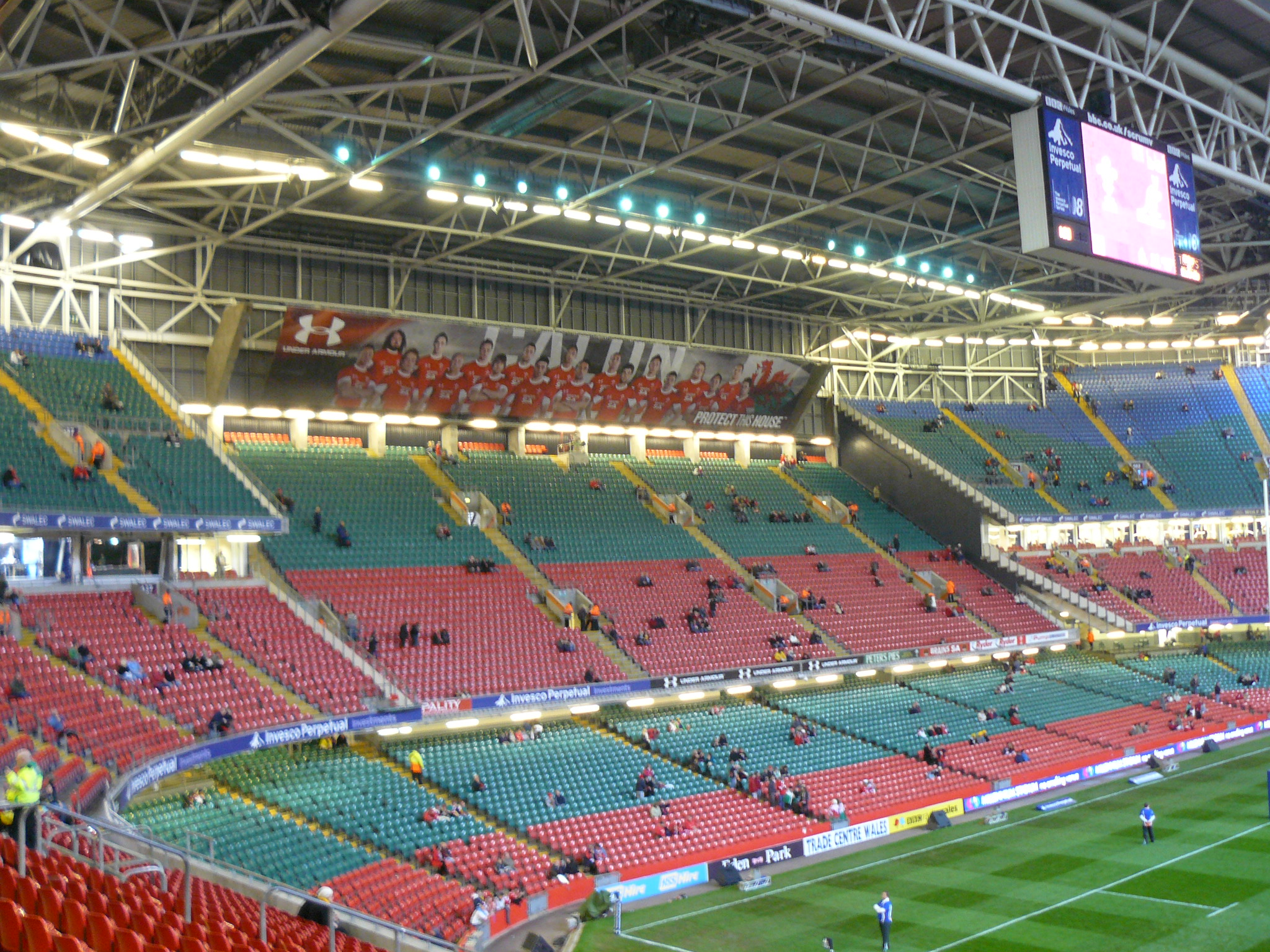
O Millennium Stadium em Cardiff foi usado como o Estádio Olímpico

### Elenco e filmagem
A dama Kelly Holmes, que foi mencionada no episódio, foi considerada para o papel de portadora da tocha, mas estava comprometida com Dancing on Ice na época. Nina Sosanya e Abdul Salis apareceram no filme Love Actually. Abisola Agbaje, que interpretou Chloe, foi descoberta em um clube de teatro depois da escola, onde o diretor de elenco Andy Pryor havia feito audições para o papel. Agbaje teve que interpretar a personagem normal de Chloe e sua personagem enquanto estava possuída pelo Isolus, o que Agbaje achou ser "estranho". Ao atuar como o Isolus, ela teve que sussurrar, e um eco foi adicionado na pós-produção. Agbaje achou "um pouco difícil" falar assim porque ela tinha uma voz rouca. Uma dublê de Agbaje desenhou as imagens, enquanto o storyboarder da série Shaun Williams desenhou o pai no armário.
Devido ao roteiro de Fry ter sido descartado, a produção de alguns episódios da segunda temporada teve que ser remarcada, com "Fear Her" sendo produzido junto com "The Idiot's Lantern". O episódio foi filmado no final de janeiro e início de fevereiro de 2006, com as baixas temperaturas experimentadas durante as filmagens sendo explicadas no enredo como parte da natureza endotérmica do Isolus. A maior parte do episódio, incluindo cenas externas e a casa de Chloe, foi filmada na área de Tremorfa em Cardiff, com a maior parte do restante filmada nos estúdios de Doctor Who em Newport. Um pátio de armazenamento perto do Rio Rhymney na Newport Road em Cardiff foi usado para o local onde a TARDIS pousa. O Millennium Stadium foi usado para o Estádio Olímpico.

## Transmissão e recepção
"Fear Her" foi transmitido no Reino Unido pela BBC One em 24 de junho de 2006. A audiência noturna foi de 6,6 milhões de espectadores, com uma participação do público de 39,7%. Quando a audiência final consolidada foi divulgada, os números subiram para 7,14 milhões, tornando-se o décimo segundo programa mais assistido do canal na semana. O episódio recebeu um Índice de Apreciação do público de 83. Em 2 de agosto de 2024, o episódio foi removido do BBC iPlayer depois que o ator convidado Huw Edwards se declarou culpado de fazer imagens indecentes de crianças. Uma versão dublada que substitui a performance de voz de Edwards deve ser disponibilizada no futuro.
Graham ficou feliz com o episódio e recebeu cartas de "várias crianças" que gostaram dele. Ao descobrir que fãs mais velhos reagiram negativamente, ele pensou: "Bem, é uma pena que eles tenham reagido assim, mas não era para eles". Ahsan Haque da IGN deu ao episódio uma nota de 5 de 10, chamando-o de "sem graça e estereotipado" e tudo sobre ele foi "um pouco decepcionante", embora ele achasse que o que funcionou foi o trabalho em equipe de mãe-filha no final e Agbaje sendo "suficientemente capaz e assustadora" como a Chloe Webber possuída. Ele também notou "momentos irritantes de auto-engrandecimento que não faziam sentido e serviam apenas para fazer o episódio parecer desnecessariamente exagerado", como o público desaparecendo do estádio e o Doutor carregando a tocha. Comparando o episódio com "The Idiot's Lantern" em termos de enredo, ele achou que este último foi "muito mais divertido" e que "Fear Her" não tinha originalidade e humor. Dave Bradley da SFX Magazine concedeu a "Fear Her" três de cinco estrelas, descrevendo o enredo como "comum", mas achou que era "um respiro decente antes de aventuras maiores que viriam". Ele elogiou particularmente os diálogos e pensou que "o efeito claustrofóbico de limitar a ação a uma casa funciona". Arnold T Blumburg, escrevendo para o Now Playing, deu ao episódio uma nota "B+". Ele achou que o elenco convidado foi "apenas adequado", descrevendo a atuação de Agbaje como "decente, mas não impressionante", e que a história "se arrasta em alguns lugares", mas funcionava por causa das interações "deliciosas" entre o Doutor e Rose e o final agradável.
Em 2011, a SFX publicou um artigo apresentando argumentos a favor e contra o episódio. A "Defesa" afirmou que, enquanto alguns papéis menores foram interpretados "basicamente", Sosanya e Agbaje foram "extremamente boas", definiu o papel de Rose como um Inspetor Lewis para o Inspetor Morse do Doutor como "ótimo de ver", e opinou que as coisas incomuns acontecendo em um conjunto habitacional típico e a falta de aparição de um monstro foram eficazes. A "Acusação", por outro lado, descreveu-o como um "filler barato" com um final "brega" e chamou a falta de um monstro de "decepção grave". O Topless Robot nomeou-o o terceiro pior episódio do Décimo Doutor. Em uma pesquisa conduzida pela Doctor Who Magazine em 2009, que pediu aos leitores para classificar todas as 200 histórias que tinham sido lançadas até então, "Fear Her" ficou na 192.ª posição, tornando-se a história com a classificação mais baixa da série moderna.